# Osiek (województwo warmińsko-mazurskie)
Osiek – wieś w Polsce położona w województwie warmińsko-mazurskim, w powiecie elbląskim, w gminie Godkowo.
W latach 1975–1998 miejscowość położona była w województwie elbląskim. Miejscowość leży w historycznym regionie Prus Górnych.